# Gotein-Libarrenx
Gotein-Libarrenx – miejscowość i gmina we Francji, w regionie Nowa Akwitania, w departamencie Pireneje Atlantyckie.
Według danych na rok 1990 gminę zamieszkiwały 453 osoby, a gęstość zaludnienia wynosiła 39 osób/km² (wśród 2290 gmin Akwitanii Gotein-Libarrenx plasuje się na 748. miejscu pod względem liczby ludności, natomiast pod względem powierzchni na miejscu 957.).